# カンペール美術館
カンペール美術館（カンペールびじゅつかん、仏: Musée des beaux-arts de la Ville de Quimper）は、フランス、ブルターニュのカンペールにある美術館である。ジャンマリー・ド・シルギー(1785-1864) が、カンペールの町にそれらを展示する美術館を建設することを条件に、1200 点の絵画と 2000 点の素描を残した後に設立された。現在、この美術館は西フランスの主要な美術館の 1 つであり、14 世紀から現在までのフランス、イタリア、フランドル、オランダの絵画の豊富なコレクションを展示している。

## 歴史と建物
ジャン・マリー・ド・シルギー伯爵の絵画 1,200 点、素描 2,000 点、版画 12,000 点のコレクションが、カンペール初の美術館の中核となっている。博物館はカンペールの中央広場に建てられ、1866 年に市が取得した新しいホテルに隣接する大聖堂の正面にある。建物の建設は 1867 年に建築家のジョゼフ・ビゴーに任され、彼は大聖堂の尖塔も建てている。作品は 1869 年に発表され、美術館は 1872 年 8 月 15 日に開館した。
博物館は、1993 年にアンドレ・カリウーの指揮のもと、建築家ジャン・ポール・フィリポンによって全面的に改修された。博物館の正面の裏側は、透明性の原則に基づいた現代建築の選択に従って全面的に作り直された。これにより、作品の展示が向上し、地位が著しく向上している。改修以来、700 点の作品が常設展示されており、特別のスペースは一時的な企画展のために空けられている。博物館には講堂、受付サービス、書店もある。

## コレクション
15世紀から近代までの絵画1200点とデッサン2000点からなるコレクションを持ち、特にポン＝タヴェン派の作品を多く所蔵している。しかしポール・ゴーギャンの作品は少ない。

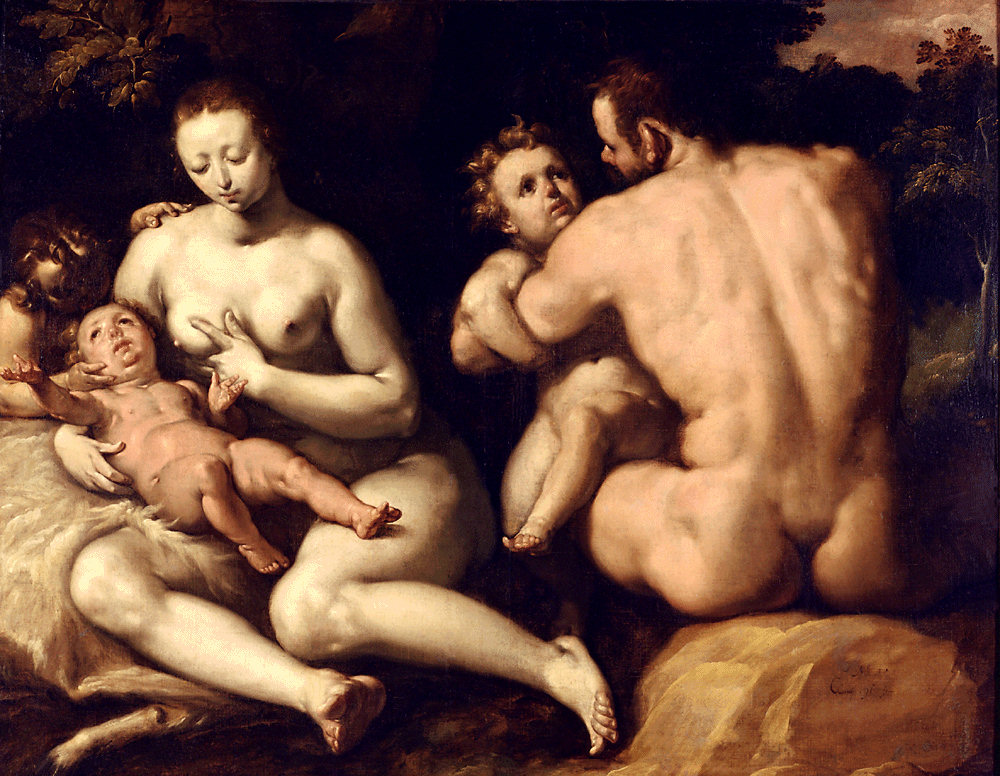
コルネリス・ファン・ハールレム『原初の家族』1589年
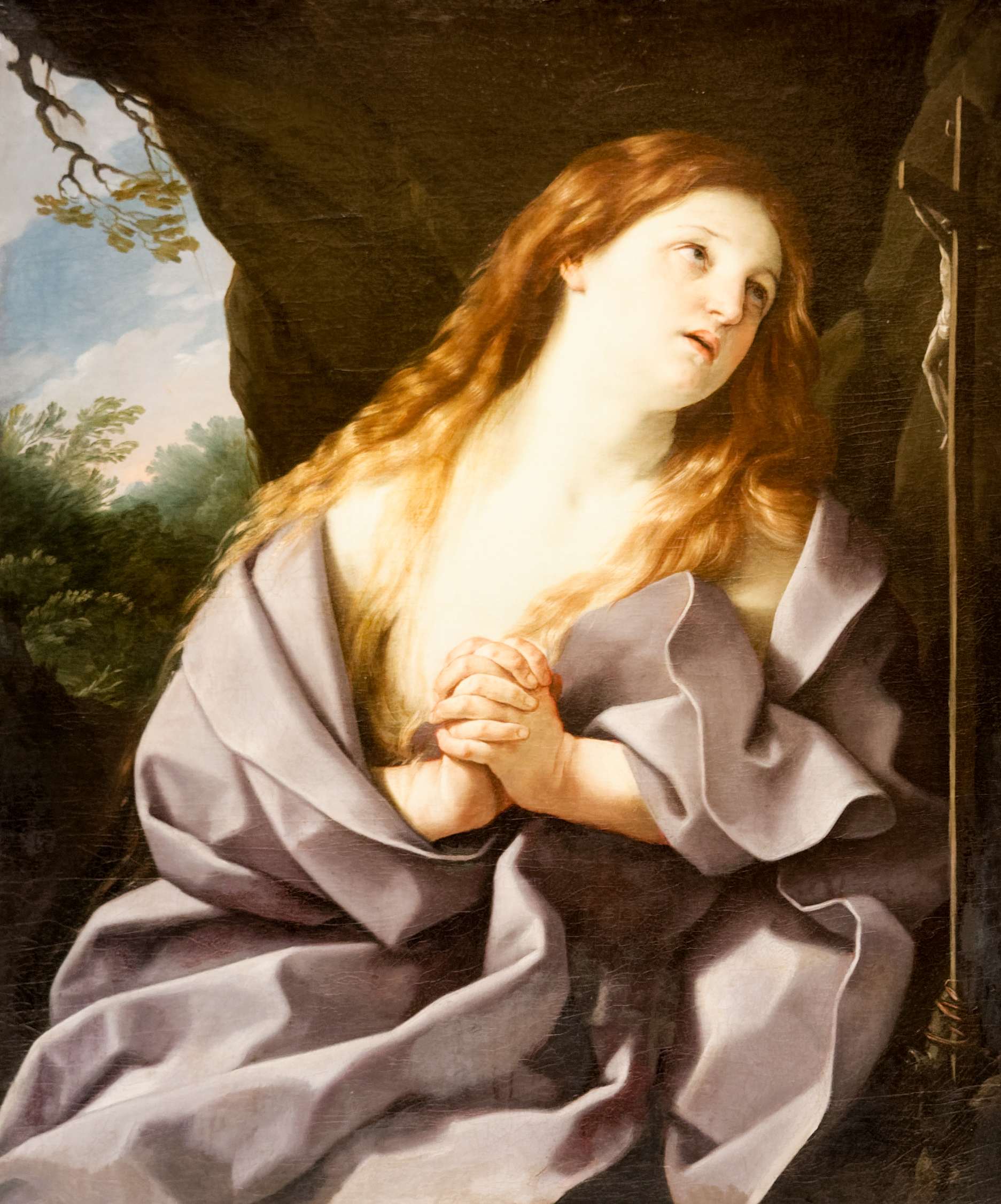
グイド・レーニ 『悔悛するマグダラのマリア』1627年-1628年頃
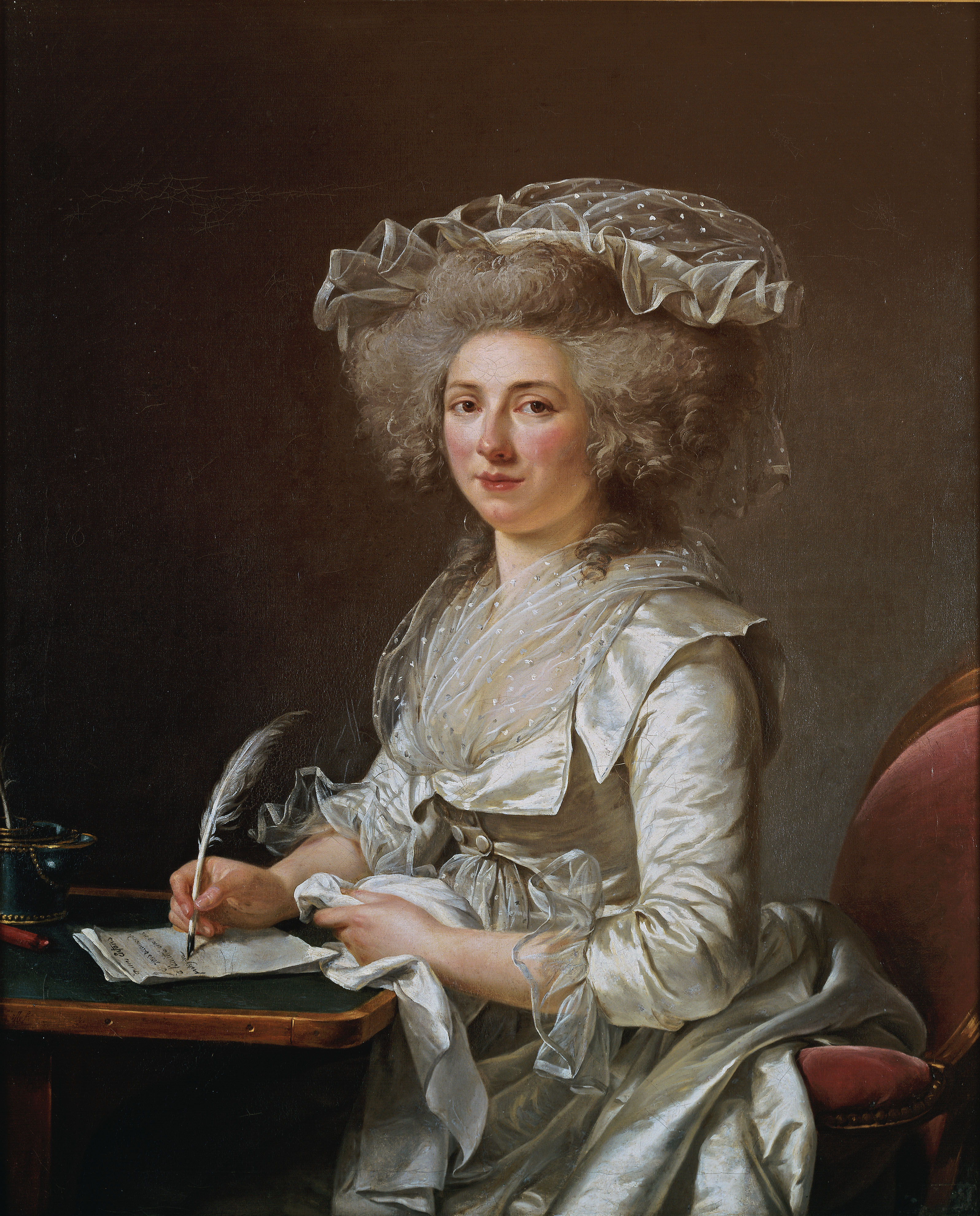
アデライド・ラビーユ＝ギアール『女性の肖像画』1787年
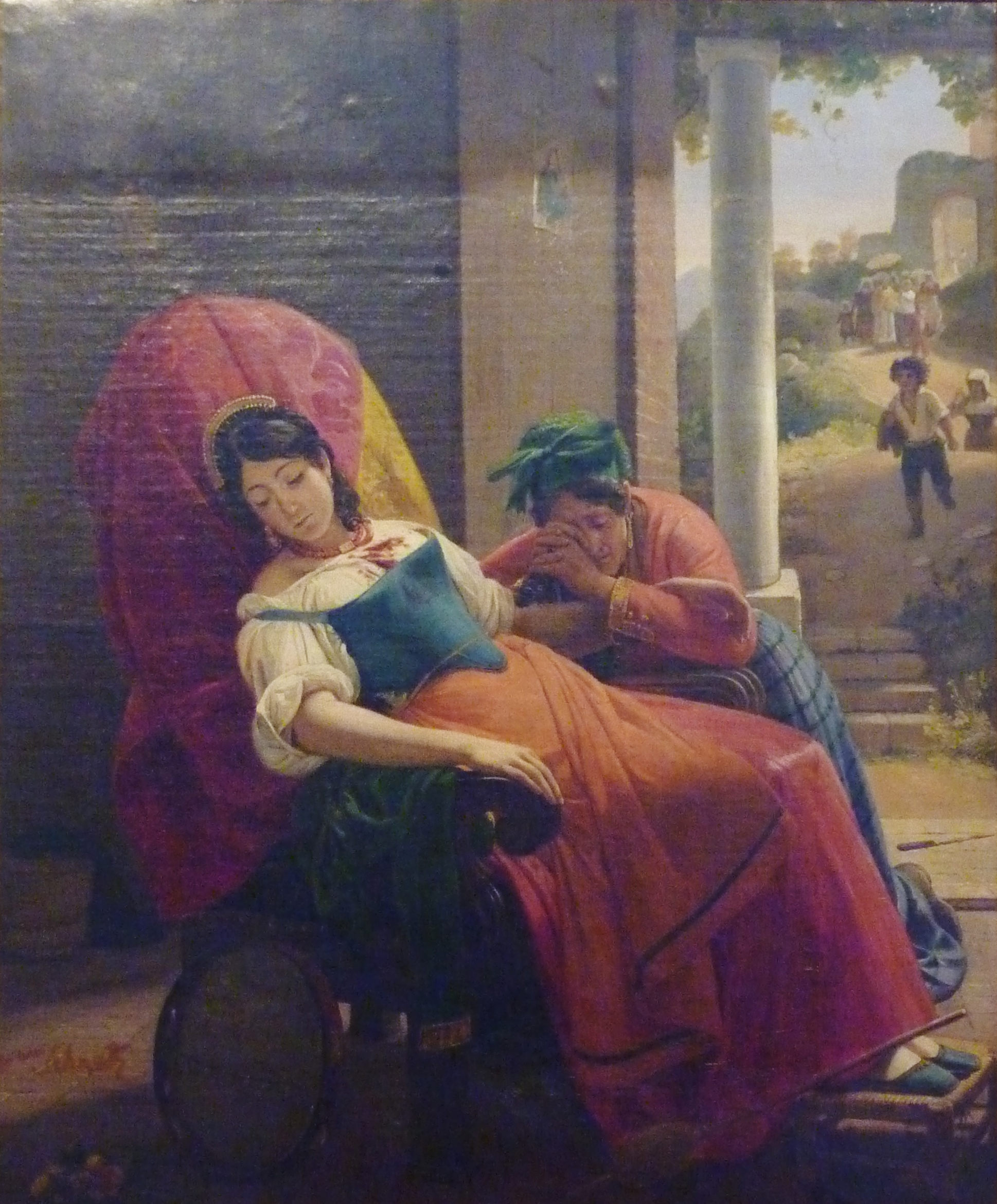
ジャン＝ヴィクトール・シュネッツ『殺された女性』1824年頃
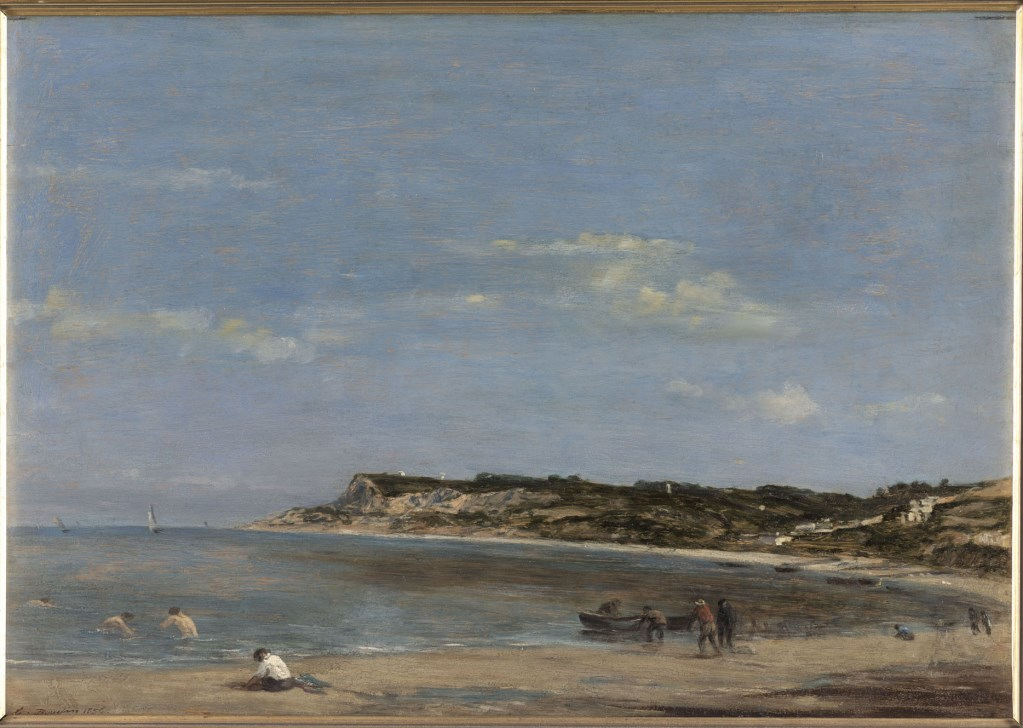
ウジェーヌ・ブーダン 『ノルマンディの海岸』1856年
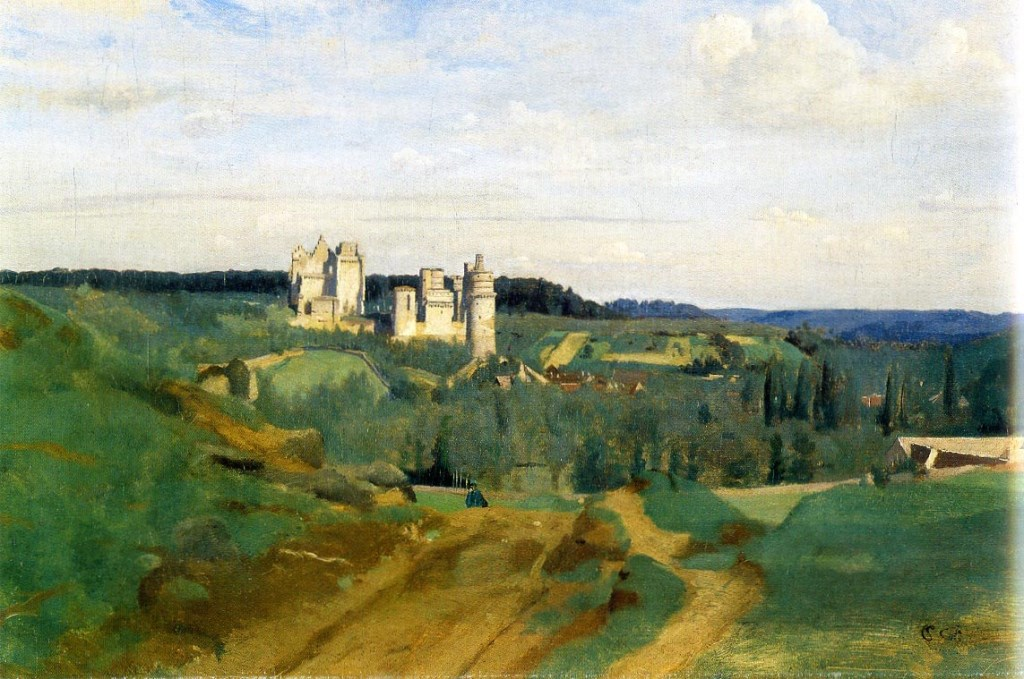
ジャン＝バティスト・カミーユ・コロー『ピエールフォン城』1840年-1845年
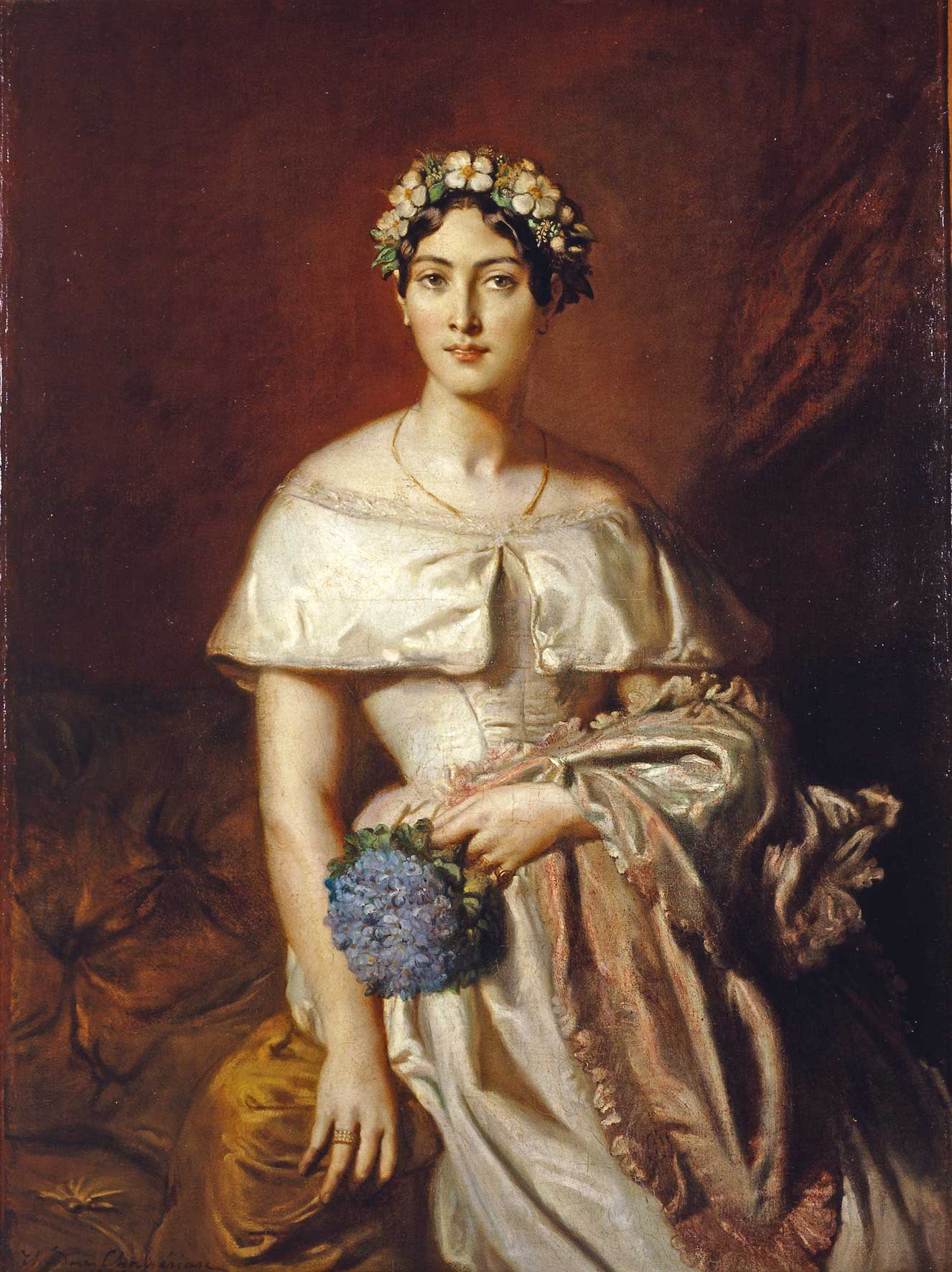
テオドール・シャセリオー 『カバリュス嬢の肖像』1848年
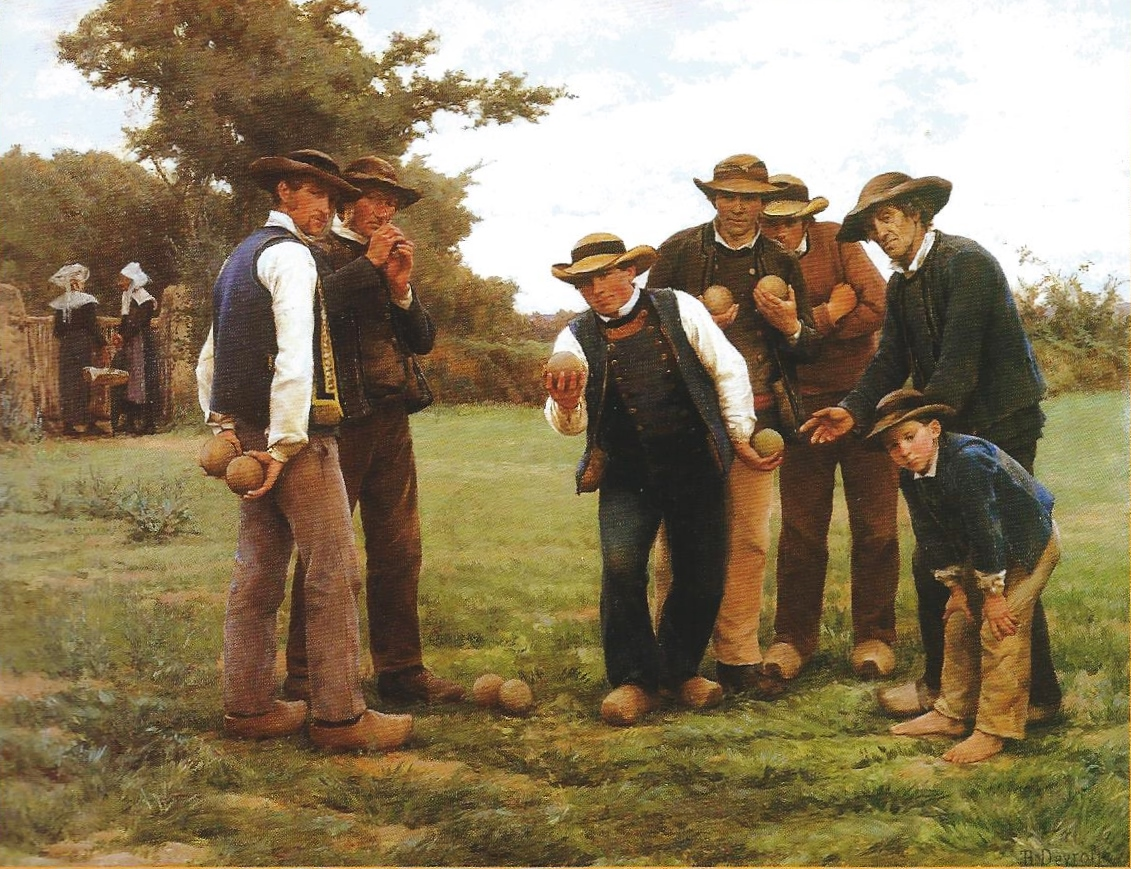
テオフィル・デロール 『ペタンクの選手』1887年
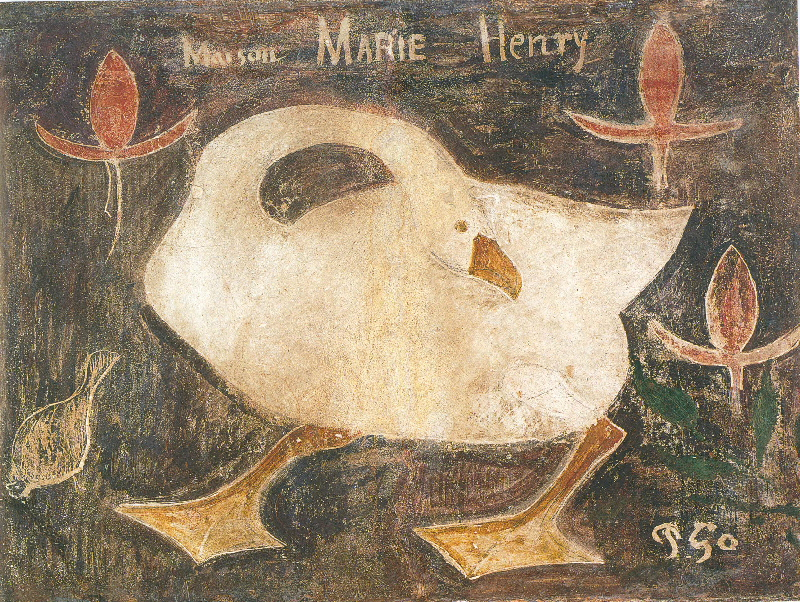
ポール・ゴーギャン 『アヒル』1889年
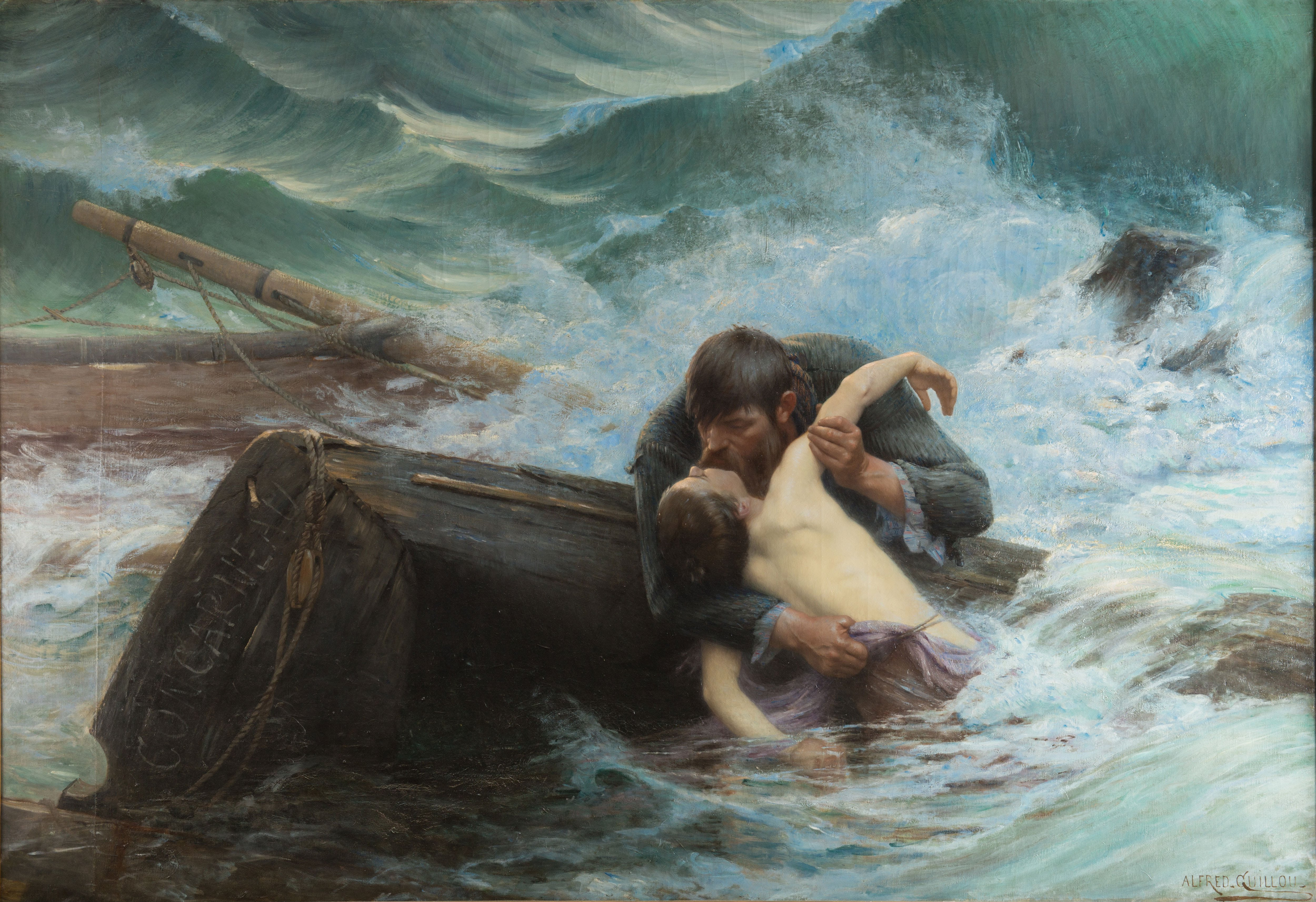
アルフレッド・ギュー 『Adieu』1892年
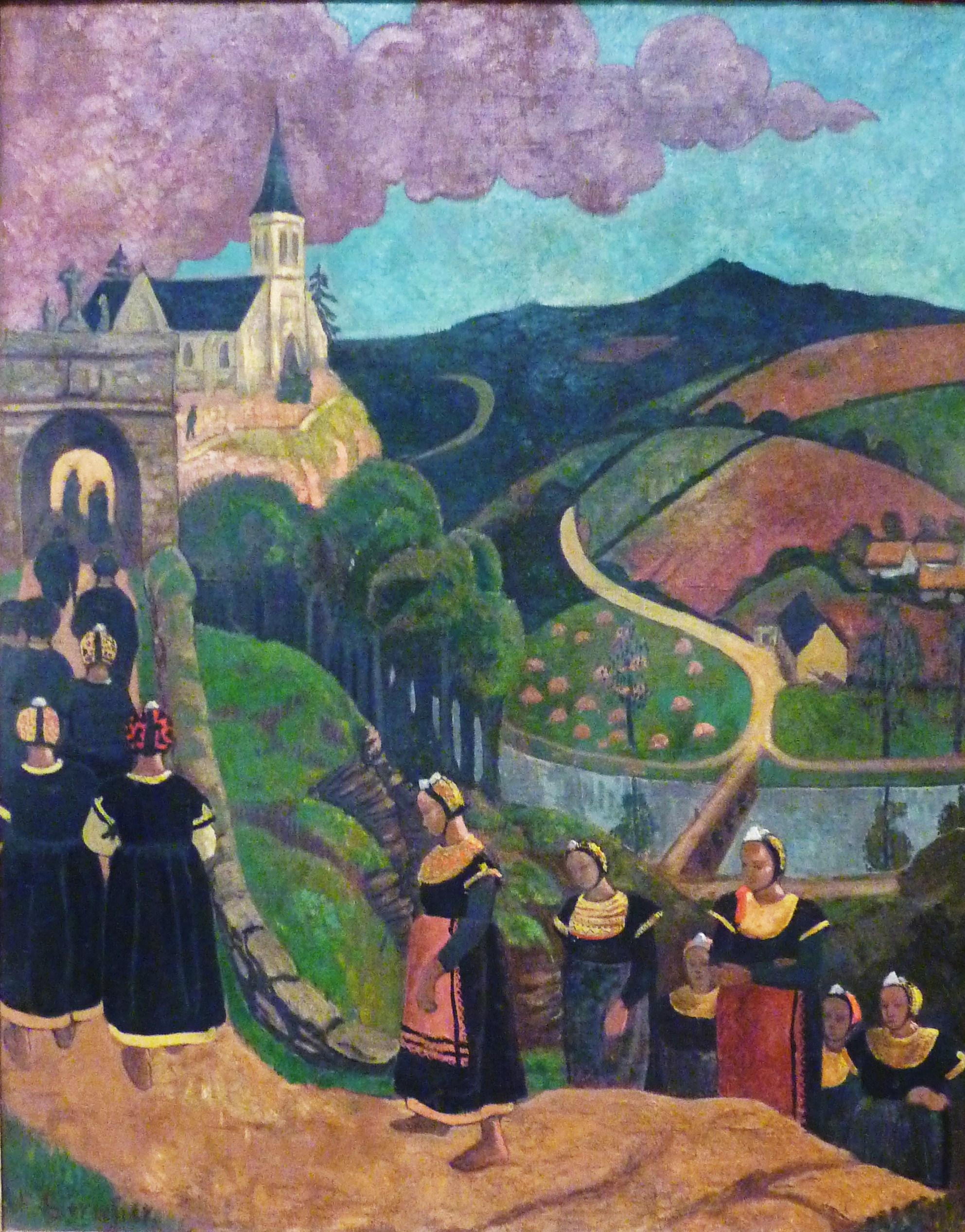
ポール・セリュジエ 『パルドン祭り』1894年頃
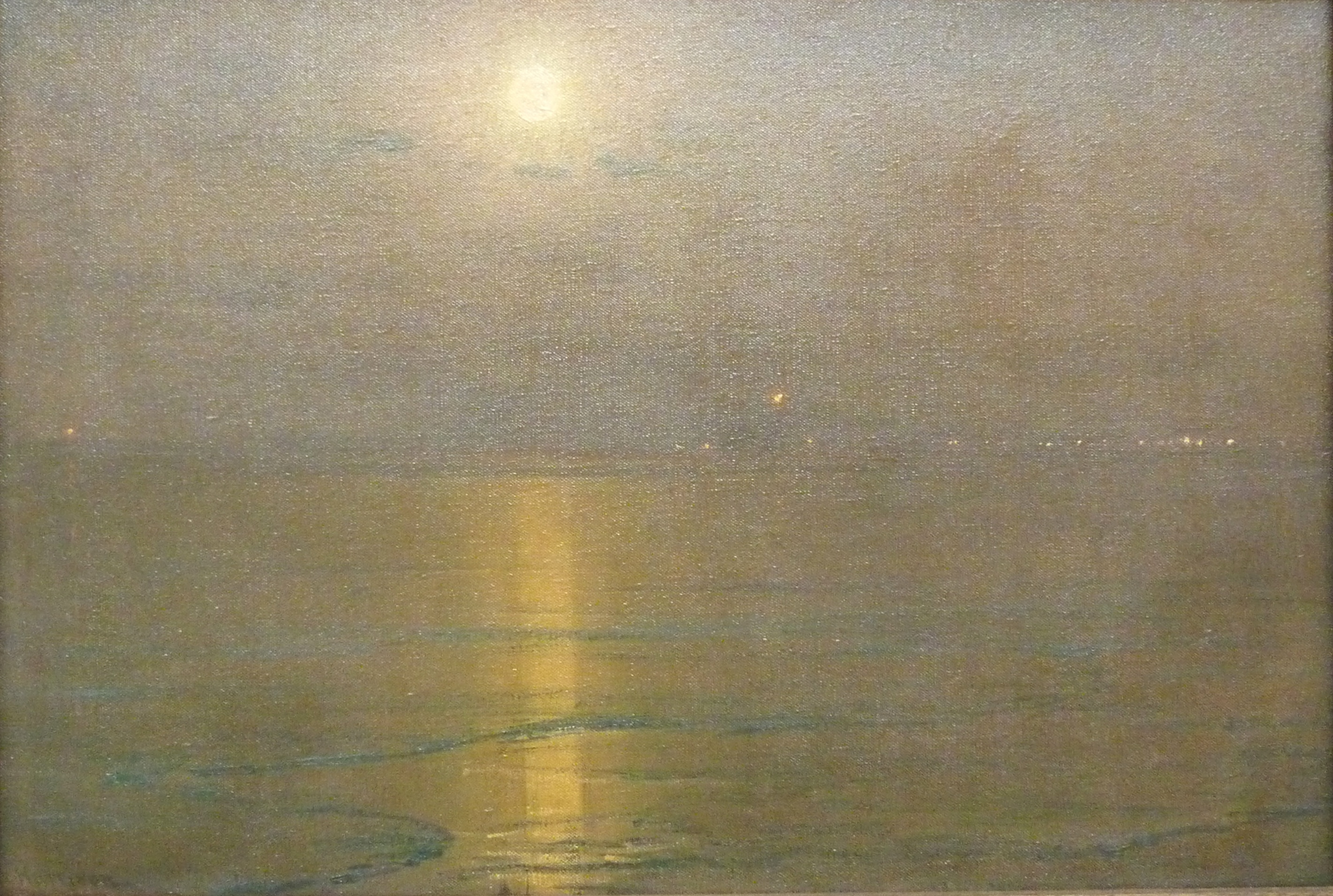
トーマス・アレキサンダー・ハリソン『夜』1895年頃
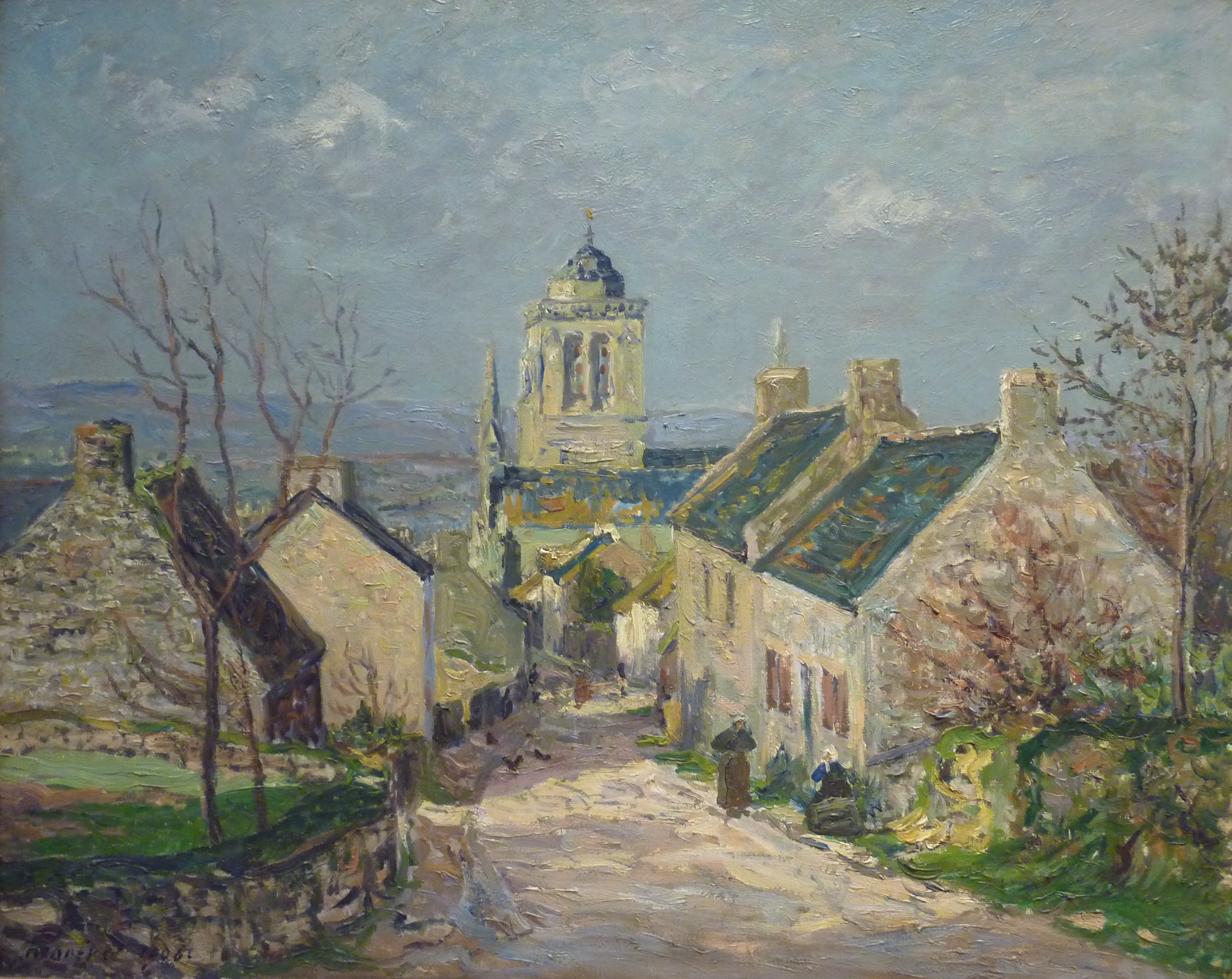
マクシム・モーフラ 『ロクロナンの坂道』1906年
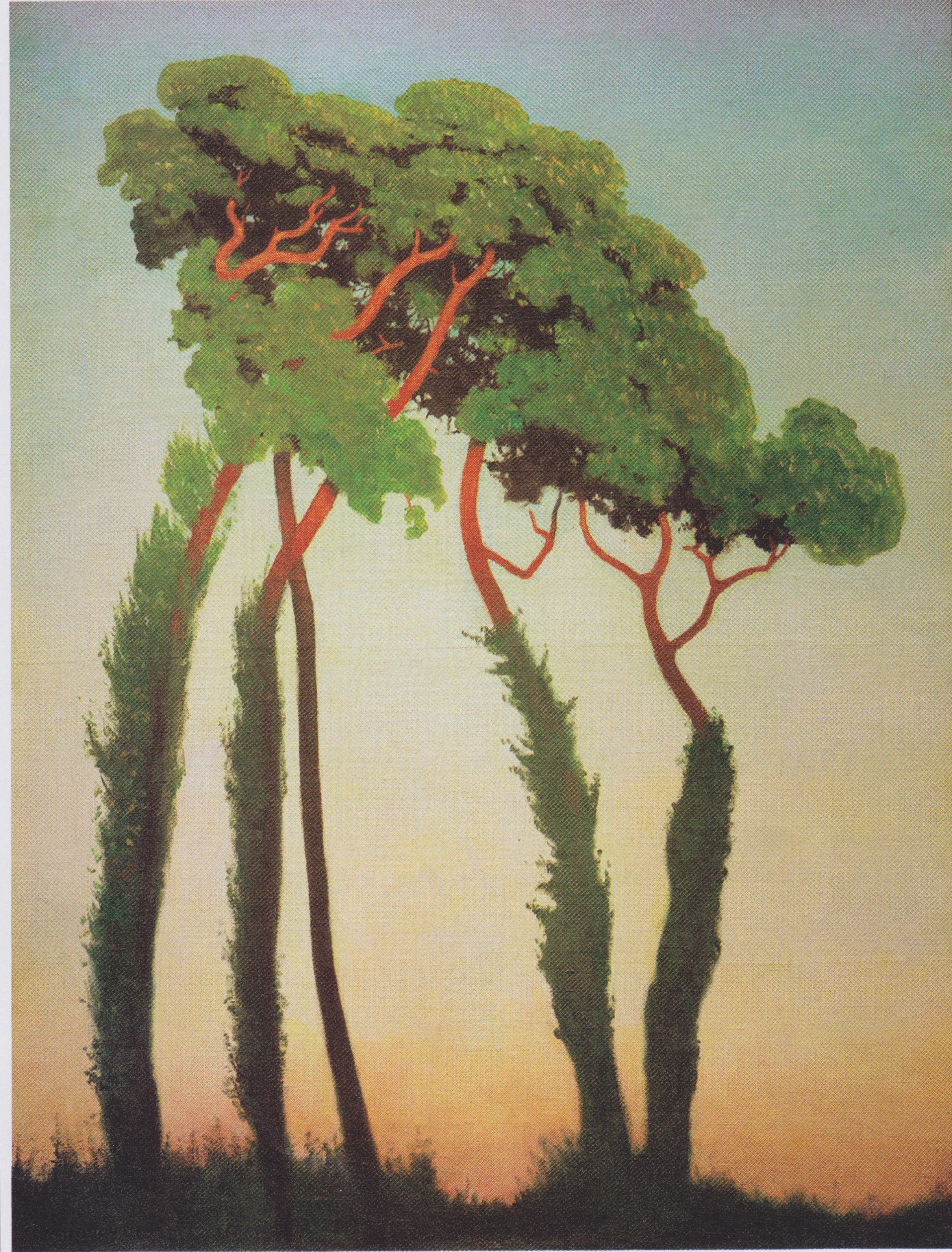
フェリックス・ヴァロットン『Last sun-ray』1911年